# Afakija
Afakija je stanje oka kojem nedostaje leća, a koje nastaje nakon kirurškog odstranjivanja. Leća se najčešće uklanja zbog zamućenosti (katarakte), luksacije ili urođenih nedostataka koje se mogu pojaviti.
Inače, očna leća ima funkciju prelamanja svjetlosti. Pri tome se ono prilagođava, mijenjajući svoju debljinu (odnosno prelomnu moć). To prilagođavanje se naziva akomodacije.

## Klinička slika
Klinički znaci afakije su duboka prednja komora oka, podrhtavanje dužice (lat. iridodonesis) jer je ista izgubila oslonac koji joj pruža leća, sasvim crna boja u predjelu zjenica, nedostatak Purkinje-Sansonovih likova zbog nedostatka reflektiranja svjetla s prednje i stražnje kapsule leće i dr. Oko je hipermetropno (dalekovidno) za oko 10 dioptrija i nedostaje mu svojstvo akomodacije.

## Dijagnoza
Dijagnoza, odnosno provjera postojanja leće, se vrši pomoću Purkinje-Sansonovih likova i pregleda oka biomikroskopom.

## Liječenje
Korekcijom hipermetropije oštrina vida afaktnog oka može biti normalna. Obostrana afakija se korigira naočalama, a jednostrana kontaktnim lećama. Postoje operativne metode pri kojima se nakon uklanjanja katarakte na mjesto prirodne leće stavlja umjetna leća, koja je napravljena od sintetiziranih materijala koji kemijski ne iritiraju očna tkiva.
Stanje s umjetnim lećama naziva se pseudofakija. Nedostatak umjetne leće je taj da se ne može prilagođavati na različite upadne kutove svjetlosnih zraka, što znači da se ne može akomodirati.

## Zanimljivosti
Pojedinci s afakijom su prosvjedočili da su u stanju vidjeti svjetlost iz ultraljubičastog dijela spektra, koje se normalno odstranjuje u očnoj leći. Ovo je možda imalo utjecaja i na opažanje boja francuskog slikara Claude Moneta, koji je imao operaciju katarakte 1923. godine.

## Vanjske poveznice
- Columbia  Arhivirana inačica izvorne stranice od 28. ožujka 2009. (Wayback Machine) (engl.)
- Photo (engl.)
- Dark for aphakic eyes (engl.)